# Flughafen Paderborn Lippstadt
De luchthaven Paderborn Lippstadt, officieel Paderborn-Lippstadt Airport, is een civiele luchthaven in Duitsland, op ongeveer 15 km ten zuidwesten van Paderborn en 20 km ten oosten van Lippstadt. Ze ligt op het grondgebied van Ahden, een deelgemeente van de stad Büren in Noordrijn-Westfalen.
De luchthaven werd in 1971 geopend. Ze bezit één start- en landingsbaan van 2180 m lengte en 45 m breedte en kan vliegtuigen ontvangen tot de grootte van een Boeing 767 of Airbus A310.
In 2007 verwerkte de luchthaven 41.648 vliegbewegingen en ongeveer 1,24 miljoen passagiers; het grootste deel daarvan naar vakantiebestemmingen. De luchthaven is een populaire vertrekplaats voor vakantievluchten, omdat er gratis kan geparkeerd worden voor korte zowel als lange duur.
In september 2020 is de organisatie, die de luchthaven exploiteert, failliet gegaan. De luchthaven is daarna, mede als gevolg van de covid-19 -crisis, voorlopig gesloten. Eind januari 2021 kwam een akkoord tussen de curator en de crediteuren tot stand, waardoor een doorstart mogelijk werd: in juni 2021 is het vliegveld weer in gebruik genomen en het aantal vluchten neemt geleidelijk toe.

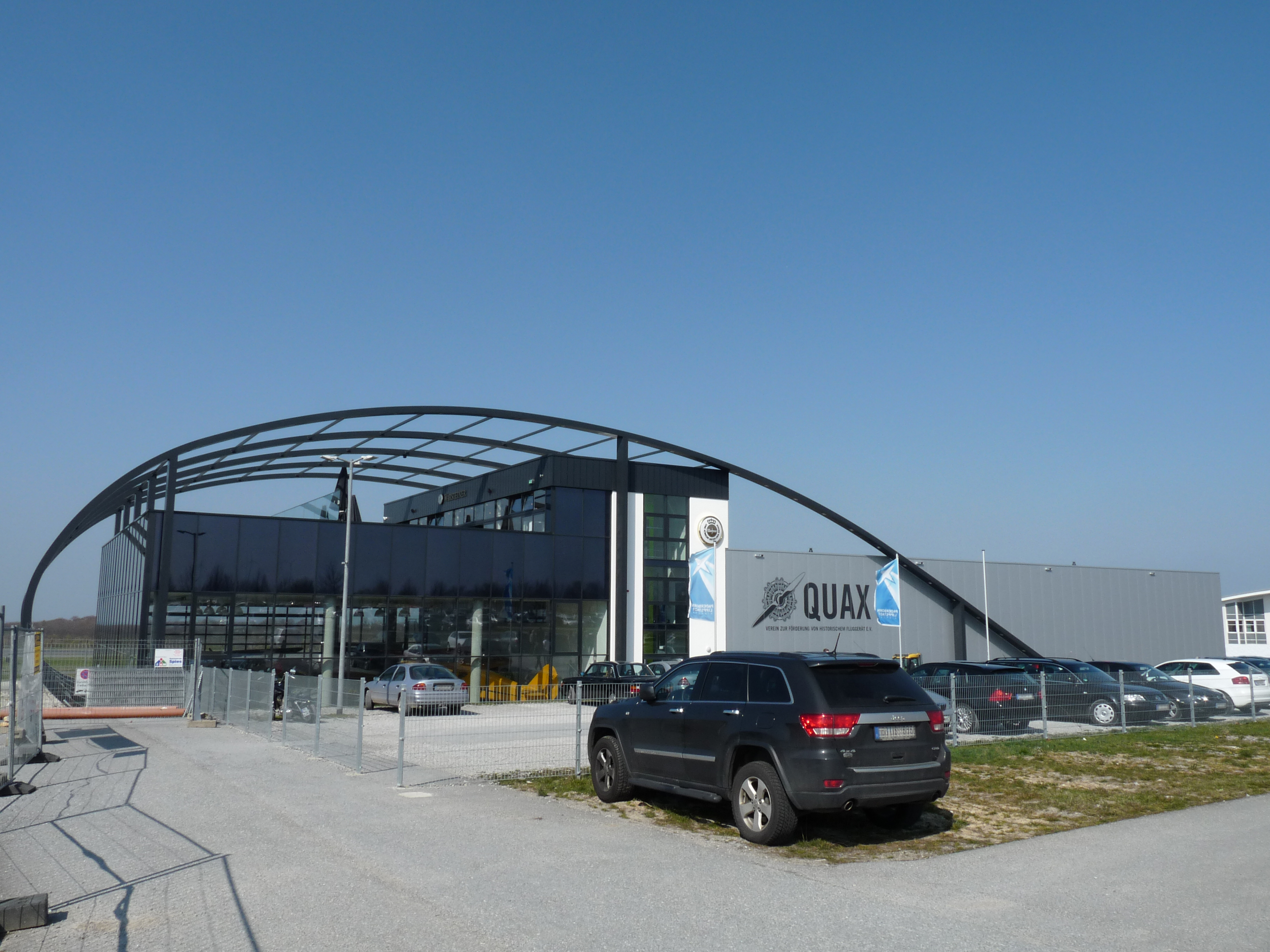
Luchthaven Paderborn-Lippstadt: Hangar van de vereniging Quax

Sedert plm. 2006 bestaat een belangrijke Duitse hobby-vliegsportvereniging met de naam Quax. Deze beschikt sinds 2011 op de luchthaven over een hangar, annex werkplaats. De vereniging, die zichzelf ook wel als vliegend museum betitelt, en in 2020 een vliegveldje in de deelstaat Brandenburg alsmede twintig historische vliegtuigen in eigendom had,  houdt zich bezig met het restaureren en onderhouden van, en vooral het vliegen met historische Duitse vliegtuigen, teneinde deze voor het nageslacht te behouden. De naam Quax komt van de titelfiguur in de over de luchtvaart handelende,  uit 1941 daterende speelfilm Quax, der Bruchpilot met Heinz Rühmann in de hoofd- en titelrol.